# Anton Ulrich van Brunswijk-Wolfenbüttel (1633-1714)
Anton Ulrich van Brunswijk-Wolfenbüttel (Hitzacker, 4 oktober 1633 – Salzdahlum, tegenwoordig gemeente Wolfenbüttel, 27 maart 1714) was regerend hertog, schrijver, dichter, choreograaf, opera- en kunstliefhebber.

## Leven
Anton Ulrich was de derde zoon van hertog August van Brunswijk-Lüneburg, vorst van Wolfenbüttel, en van Sophia Dorothea van Anhalt-Zerbst. In 1655 verbleef hij aan het hof in Parijs. In 1667 was hij benoemd door zijn oudere broer als stadhouder. In 1685 werd hij tot mederegent benoemd naast zijn oudere broer Rudolf August van Brunswijk-Wolfenbüttel. In de jaren tachtig reisde hij vier keer naar Venetië, niet alleen om carnaval te vieren. De Italiaanse opera werd een levenslange passie.
In 1688 liet hij een opera bouwen naast het slot in Wolfenbüttel. In 1690 liet hij het oude raadhuis van Braunschweig tot opera ombouwen. De bouw is gefinancierd door de uitgifte van aandelen. De loges werden niet zoals in Venetië verkocht, maar verhuurd. Zangers, c.q. componisten als Johann Sigismund Kusser, Johann Rosenmüller en Reinhard Keiser maakten daar furore.
Toen de Hannoverse linie het keurvorstendom verworven had, voelden de broers Rudolf August en Anton Ulrich zich verongelijkt. Zij schaarden zich aan de zijde van Frankrijk in de Spaanse Successieoorlog, terwijl Hannover en Brunswijk-Lüneburg partij hadden gekozen voor keizer Leopold I. Hannover en Lüneburg vielen in 1702 Brunswijk-Wolfenbüttel binnen. Anton Ulrich werd afgezet door de Habsburgse keizer en vluchtte. Pas in 1706 erkende hij het huis Hannover.
Anton Ulrich verkreeg grote sommen Franse subsidie om een leger te organiseren. Hij steunde evenwel met het verkregen geld kunst en wetenschappen. In de door zijn vader opgerichte Bibliotheca Augusta stelde hij de veelzijdige Leibniz als bibliothecaris aan. Anton Ulrich schreef twee romans en verscheidene gedichten. Hij legde een kunstverzameling aan, die later zou uitgroeien tot het Herzog Anton Ulrich-Museum te Braunschweig. In het museum bevinden zich tamelijk onbekende werken van Lucas van Leyden, Rembrandt, Jan Steen, Adriaen van der Werff, die hij ook opzocht in zijn atelier, Gerbrand van den Eeckhout, Jean-Étienne Liotard, Jan van Huysum, Ferdinand Bol, Melchior de Hondecoeter, Pieter Lastman, Jan Lievens, Philip Wouwerman en Vermeer.
Toen Rudolf August in 1704 kwam te overlijden, werd Anton Ulrich opnieuw, en dit keer alleenheersend, hertog. In 1709 ging Anton Ulrich in het geheim over tot de rooms-katholieke kerk in de kathedraal van Bamberg. In 1713 kreeg hij bezoek van tsaar Peter de Grote op zijn buiten in Salzdahlum. Tussen 1712 en 1714 werd in Braunschweig door de Noord-Duitse vorsten een vrede aangaande de Grote Noordse Oorlog voorbereid.

## Nageslacht

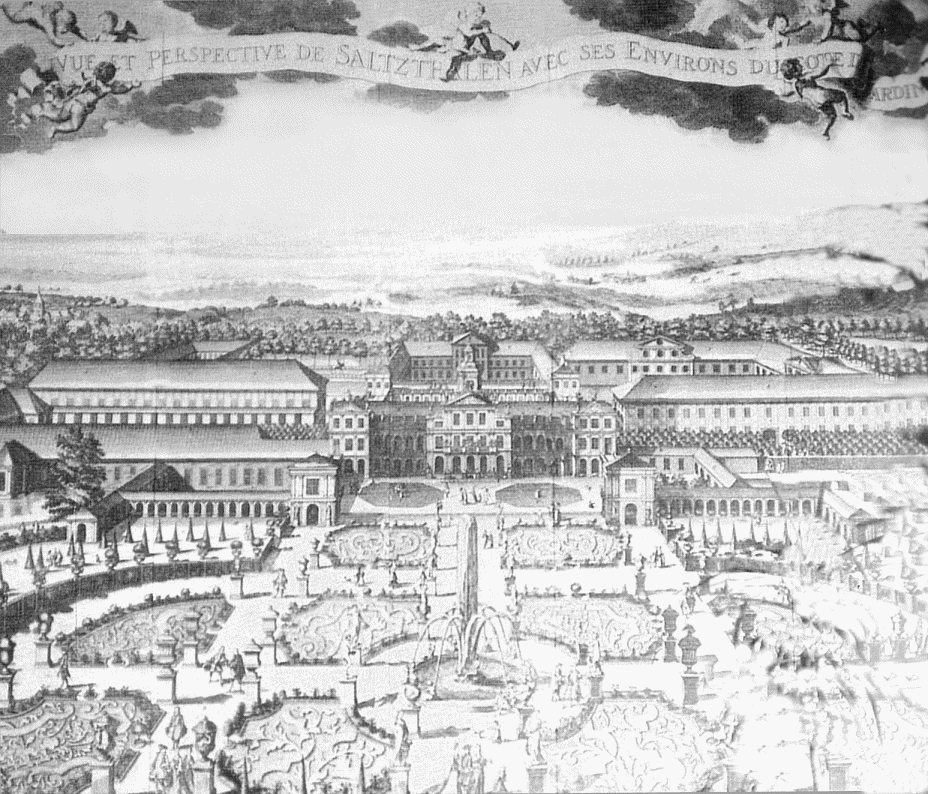
Het slot Salzdahlum bestond tussen 1694-1813. Gravure Pieter Schenk (1715)

Anton Ulrich huwde in 1656 met Elisabeth Juliana, dochter van hertog Frederik van Sleeswijk-Holstein-Sønderborg-Nordborg, en werd vader van onder meer:
- August Frederik (1657-1676)
- Elisabeth Eleanora Sophia (1658-1729), gehuwd met hertog Johan George van Mecklenburg-Mirow, en met hertog Bernhard I van Saksen-Meiningen
- Anna Sophia (1659-1742), gehuwd met markgraaf Karel Gustaaf van Baden-Durlach
- August Willem (1662-1731)
- Augusta Dorothea (1666-1751), gehuwd met prins Anton Gunther van Schwarzburg-Sondershausen
- Henrietta Christine, abdis van Gandersheim (1669-1753)
- Lodewijk Rudolf (1671-1735).

Zijn kleindochter Elisabeth Christine van Brunswijk-Wolfenbüttel trouwde, door zijn toedoen, met Karel VI van Oostenrijk. Tsarevitsj Aleksej van Rusland, de zoon Peter de Grote trouwde in 1711 met een andere kleindochter, Charlotte Christine Sophie.

## Voorouders
| Voorouders van Anton Ulrich van Brunswijk-Wolfenbüttel (1633-1714) | Voorouders van Anton Ulrich van Brunswijk-Wolfenbüttel (1633-1714)                            | Voorouders van Anton Ulrich van Brunswijk-Wolfenbüttel (1633-1714)                            | Voorouders van Anton Ulrich van Brunswijk-Wolfenbüttel (1633-1714)                            | Voorouders van Anton Ulrich van Brunswijk-Wolfenbüttel (1633-1714)                            | Voorouders van Anton Ulrich van Brunswijk-Wolfenbüttel (1633-1714)                               | Voorouders van Anton Ulrich van Brunswijk-Wolfenbüttel (1633-1714)                               | Voorouders van Anton Ulrich van Brunswijk-Wolfenbüttel (1633-1714)                               | Voorouders van Anton Ulrich van Brunswijk-Wolfenbüttel (1633-1714)                               |
| ------------------------------------------------------------------ | --------------------------------------------------------------------------------------------- | --------------------------------------------------------------------------------------------- | --------------------------------------------------------------------------------------------- | --------------------------------------------------------------------------------------------- | ------------------------------------------------------------------------------------------------ | ------------------------------------------------------------------------------------------------ | ------------------------------------------------------------------------------------------------ | ------------------------------------------------------------------------------------------------ |
| Overgrootouders                                                    | Ernst I van Brunswijk-Lüneburg (1497-1546) ∞ Sophia van Mecklenburg(1508-1541)                | Ernst I van Brunswijk-Lüneburg (1497-1546) ∞ Sophia van Mecklenburg(1508-1541)                | Frans I van Saksen-Lauenburg (1510-1581) ∞ Sibylle van Saksen (1515-1592)                     | Frans I van Saksen-Lauenburg (1510-1581) ∞ Sibylle van Saksen (1515-1592)                     | Joachim Ernst van Anhalt (1536-1586) ∞ Eleonora van Württemberg (1552-1618)                      | Joachim Ernst van Anhalt (1536-1586) ∞ Eleonora van Württemberg (1552-1618)                      | Hendrik Julius van Brunswijk-Wolfenbüttel (1564-1613) ∞ Elisabeth van Denemarken (1573-1625)     | Hendrik Julius van Brunswijk-Wolfenbüttel (1564-1613) ∞ Elisabeth van Denemarken (1573-1625)     |
| Grootouders                                                        | Hendrik van Brunswijk-Dannenberg (1533-1598) ∞ Ursula van Saksen-Lauenburg (1545-1620)        | Hendrik van Brunswijk-Dannenberg (1533-1598) ∞ Ursula van Saksen-Lauenburg (1545-1620)        | Hendrik van Brunswijk-Dannenberg (1533-1598) ∞ Ursula van Saksen-Lauenburg (1545-1620)        | Hendrik van Brunswijk-Dannenberg (1533-1598) ∞ Ursula van Saksen-Lauenburg (1545-1620)        | Rudolf van Anhalt-Zerbst (1576-1621) ∞ Dorothea Hedwig von Braunschweig-Wolfenbüttel (1587-1609) | Rudolf van Anhalt-Zerbst (1576-1621) ∞ Dorothea Hedwig von Braunschweig-Wolfenbüttel (1587-1609) | Rudolf van Anhalt-Zerbst (1576-1621) ∞ Dorothea Hedwig von Braunschweig-Wolfenbüttel (1587-1609) | Rudolf van Anhalt-Zerbst (1576-1621) ∞ Dorothea Hedwig von Braunschweig-Wolfenbüttel (1587-1609) |
| Ouders                                                             | August van Brunswijk-Wolfenbüttel (1579-1666) ∞ Sophia Dorothea van Anhalt-Zerbst (1607-1643) | August van Brunswijk-Wolfenbüttel (1579-1666) ∞ Sophia Dorothea van Anhalt-Zerbst (1607-1643) | August van Brunswijk-Wolfenbüttel (1579-1666) ∞ Sophia Dorothea van Anhalt-Zerbst (1607-1643) | August van Brunswijk-Wolfenbüttel (1579-1666) ∞ Sophia Dorothea van Anhalt-Zerbst (1607-1643) | August van Brunswijk-Wolfenbüttel (1579-1666) ∞ Sophia Dorothea van Anhalt-Zerbst (1607-1643)    | August van Brunswijk-Wolfenbüttel (1579-1666) ∞ Sophia Dorothea van Anhalt-Zerbst (1607-1643)    | August van Brunswijk-Wolfenbüttel (1579-1666) ∞ Sophia Dorothea van Anhalt-Zerbst (1607-1643)    | August van Brunswijk-Wolfenbüttel (1579-1666) ∞ Sophia Dorothea van Anhalt-Zerbst (1607-1643)    |

## Bron
- Grote, H. (2005) Schloss Wolfenbüttel. Residenz der Herzöge zu Braunschweig und Lüneburg.